# Pectoral de Aguilar de Anguita
Pectoral realizado en bronce perteneciente a la cultura celtibérica, encontrado en la necrópolis de El Altillo (Aguilar de Anguita, Guadalajara, España). siglo V a. C.-principios siglo IV a. C. Tumba II de J.L. Argente Oliver, o Tumba A de Wilhelm Shüle.

## Hallazgo
Fue encontrado entre el ajuar de una de las tumbas más ricas de la necrópolis celtibérica de El Altillo, ya que tenía armas, un casco de tipología itálica, bocados de caballo y objetos de indumentaria. Es por esto por lo que su excavador, Enrique de Aguilera y Gamboa (Marqués de Cerralbo), pensó que pertenecería a un régulo local.

## Descripción y significado
Consiste en dos discos de bronce unidos entre sí por cadenillas, decorados con motivos geométricos mediante repujado, de los que cuelgan varias placas ovaladas (también decoradas).
Las élites de los guerreros celtibéricos solían cubrirse con corazas de cuero y lino sobre las que llevarían, en pecho y espalda, estos pectorales realizados en bronce. Solo algunos personajes los llevarían como objeto de prestigio, por lo que podría estar destinado solo a ceremonias y exhibiciones, más que para ser usado en combate.
Estos pectorales de bronce podían ser circulares o cuadrangulares y podían ser articulados, si se juntaban varias placas, con anillas. También podían llevar apliques colgantes como campañillas u otras placas de menor tamaño. La decoración era principalmente con motivos geométricos, posiblemente relacionados con temas astrales y tendrían carácter apotropaico, es decir, de protección. La técnica de decoración se hacía mediante repujado o cincelado.